# Romi Dames
Romi Dames née Hiromie Dames, le 5 novembre 1979, est une actrice américaine d'origine japonaise. Elle s'est fait connaître avec la série Hannah Montana.

## Biographie

### Carrière
Elle commence sa carrière d'actrice dans des émissions télévisées tel que bill nye the science Guy en français Bill Nye le gars de la science et quelques autres apparitions. Son premier rôle régulier est dans l'émission Sci-Scad.
Elle est ensuite engagée dans la série télévisée Hannah Montana dans lequel elle joue le rôle de Tracy Van Horn,,.
Elle a également été la voix de Musa dans Winx Club.
En 2012, elle assiste à l'ouverture de l'ONASSIS.